# Фаєттські Мотьє

Герб фаєттських Мотьє

Фаєттські Мотьє (фр. Motier de La Fayette) — французький шляхетний рід. Відгалуження Мотьєського дому. Відомий  з ХІІІ ст.  Володів Фаєтським замком і поселенням Екс-ла-Фаєтт у Оверні. Голови роду носили титул сеньйорів, маркізів (з 1690) і графів Фаєттських (фр. seigneur / marquis / comte de La Fayette). Розколовся на 2 гілки — старшу і молодшу. Найвідоміший представник старшої гілки — маршал Жільбер, учасник Столітньої війни, а молодшої гілки — маркіз Жільбер, учасник 3 великих революцій. Старша гілка вигасла по чоловічій лінії 1694 року, молодша — 1891 року. Також — Мотьє з Фаєтта, Фаєттський дім (фр. maison de la Fayette, за назвою маєтностей), Лафаєти (з кінця XVIII ст). Бічна гілка — Шампетьєрські Мотьє (фр. Motier de Champetières).

## Герб
У червоному полі золотий перев'яз, із облямівкою з вивірки.

## Представники
- Жільбер І (?—?), сеньйор Фаєттський
  - Жільбер ІІ (1353—1386), сеньйор Фаєттський; загинув у битві при Пуатьє.
    - Гійом (? — ?), сеньйор Фаєттський ∞ Катерина
      - Жільбер ІІІ (1380—1462), маршал Франції.

- Едуард (? — ?), маркіз Фаєттський.
  - Жільбер (1731—1759), маркіз Фаєттський, полковник.
    - Жільбер (1757—1834), маркіз Фаєттський; учасних 3 революцій.